# 2002 في سريلانكا
فيما يلي قوائم الأحداث التي وقعت خلال عام 2002 في سريلانكا.

## سياسة

### تعيين في المنصب
- 6 فبراير – ماهيندا راجاباكشا Leader of the Opposition (Sri Lanka) [الإنجليزية]‏.

## رياضة
- 1 يناير – بطولة آسيا لألعاب القوى 2002

## وفيات

### يوليو
- 22 يوليو – جويس كوبر (مواليد 1909) سبّاحة من المملكة المتحدة.